# Alexandre Kronrod

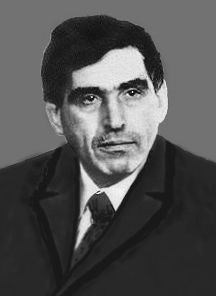
Alexandre Semionovitch Kronrod

Alexandre Semionovitch Kronrod (en russe : Александр Семёнович Кронрод), né le 22 octobre 1921 à Moscou, où il est mort le 6 octobre 1986, est un mathématicien et informaticien soviétique,,,.

## Biographie
Fils d'un ingénieur, Kronrod, s'intéresse aux mathématiques déjà à l'école. Il rejoint le groupe de mathématiques de David Shkljarski et remporte un prix à la 4e Olympiade de mathématiques  de Moscou en 1938 . Il commence des études à l'Université de Moscou (MGU) en 1938, à la Faculté de mécanique et de mathématiques (Mechmat). Son premier article scientifique est publié en 1939.
Après le déclenchement de la guerre germano-soviétique, Konrod est mobilisé pour creuser des  tranchées pour la défense de Moscou. Après son retour, il postule à nouveau dans l'Armée rouge et est bientôt envoyé au front. Il est grièvement blessé lors de la bataille de Moscou. Après une nouvelle blessure en 1943, il est démobilisé pour raisons de santé,.
Kronrod reprend ses études à l'Université de Moscou en 1944. Il termine ses études de troisième cycle à l'Université d'État de Moscou sous la direction de Nikolaï Louzine puis il soutient sa thèse sur la théorie des fonctions à deux variables en 1949 en vue du doctorat de candidat en sciences physiques et mathématiques ; il a un tel succès qu'il obtient immédiatement doctorat en sciences physiques et mathématiques. Ses examinateurs son alors Mstislav Keldych, Andreï Kolmogorov et Dmitrii Menshov (en),.
Durant ses études et par la suite, Kronrod  travaille à partir de 1945 à l'Institut Kourtchatov de développement de l'énergie atomique à la chaire de mathématiques computationnelles. En collaboration avec l'ingénieur Nikolaï Ivanovitch Bessonov, il construit un  ordinateur à relais  nommé RWM-1. De 1946 à 1953, Kronrod, avec Alexander Brudno, dirige un séminaire au Mechmat de l'université de Moscou, dans lequel un cercle informel de mathématiciens, d'informaticiens et d'économistes de différentes organisations se sont rencontrés :  Georgy Adelson-Velsky, Vladimir Arlasarov, Viktor Belkin, Igor Birman, Mikhail Bongard (de), David Grobman, Evgenii Landis, Alexander Luntz et d'autres. Ils ont travaillé à la programmation de jeux et de problèmes de reconnaissance, de diagnostic et d'économie. Leurs résultats ont conduit à des méthodes de recherche exhaustive originales, notamment à une méthode de branchement et liaison, à des systèmes d'information avec des temps d'écriture et de recherche logarithmiques, à une planification optimisée, etc.
À partir de 1958, Kronrod dirige un laboratoire à l'Institut de physique théorique et expérimentale en vue de résoudre des problèmes physiques liés à la technologie des armes nucléaires.  Il cherchait des solutions technologiques numériques .
À l'université de Moscou, Kronrod dirigeait un groupe d'étudiants en mathématiques. À partir de 1961, il travaille également à l'école n° 7 de Moscou et développe des méthodes d'enseignement des mathématiques. Il s'intéresse également à l'économie et aux problèmes de prix et fut, pendant un temps, membre de la Commission de politique des prix du ministère des Finances. dans le cadre du  diagnostic différentiel à l'aide d'ordinateurs il collabore avec son ancien étudiant PJ Kunin à l'Institut de recherche en oncologie Herzen sur un projet qui, cependant,  prend rapidement fin avec décès prématuré de Kunin. 
En 1963, sous la direction de Kronrod, les travaux de développement du programme d'échecs soviétique Kaissa   commencent au laboratoire ITEF avec le chef de groupe Alexander Brudno.  En 1966, Kronrod est nommé professeur .
Kronrod est l'un des 99 mathématiciens soviétiques qui ont signé la lettre publique contre l'internement du dissident Alexandre Essenine-Volpine dans un hôpital psychiatrique en 1968, sur  quoi Kronrod est licencié. Il travaille ensuite  à l'Institut d'information sur les brevets et, à partir de 1974, au Centre  de géophysique du ministère de l'Industrie du pétrole et du gaz naturel de l' URSS. Il prend sa retraite en 1982. 
Kronrod s'intéressait également aux  traitement du cancer. Il a procuré, à titre privé,  le médicament Anabol, à base de Lactobacillus delbrueckii subsp. bulgaricus, à des patients atteints de cancer en Bulgarie et a organisé la production d'un médicament similaire appelé Milil,.  
Kronrod meurt le 6 octobre 1986 à Moscou après un troisième accident vasculaire cérébral et est enterré au cimetière Donskoï, .  

## Honneurs et écompenses
- Ordre de l'Étoile rouge[9].
- Prix de la Société mathématique de Moscou pour les jeunes scientifiques (deux fois).
- Ordre du Drapeau rouge du Travail.
- Prix Staline (1954)[3].